# Église Saint-François-Xavier de Saint-François-du-Lac
L'église Saint-François-Xavier de Saint-François-du-Lac est un lieu de culte de tradition catholique situé à Saint-François-du-Lac au Québec (Canada). Elle a été classée immeuble patrimonial en 1957.